# Fotr je lotr
Fotr je lotr je filmová komedie z roku 2000. V hlavních rolích účinkují Ben Stiller a Robert De Niro, režie se ujal Jay Roach. V roce 2004 bylo se stejnými hrdiny natočeno pokračování filmu s názvem Jeho fotr, to je lotr!.
Úspěch filmu dal roku 2002 v USA podnět k televizní reality show Meet My Folks.
Jde o remake stejnojmenného sedmdesátiminutového nezávislého snímku z roku 1992, který napsal i režíroval Greg Glienna (obsadil se rovněž do hlavní role). Hlavní hrdina byl vlastně obrazem samotného Grega Glienny (nesl stejné jméno), roli Pam vytvořil podle nevlastní sestry svého nejlepšího přítele.
Film se umístil na 52. příčce v žebříčku sta nejzábavnějších filmů (100 Funniest Movies), jež vydala americká televizní společnost Bravo.

## Obsazení
| Robert De Niro  | Jack Byrnes, agent CIA v důchodu                               |
| Ben Stiller     | Gaylord „Greg“ Jebal, zdravotní bratr, přítel Pam              |
| Blythe Danner   | Dina Byrnesová, Jackova manželka, matka Pam                    |
| Teri Polo       | Pam Byrnesová, učitelka, Gregova přítelkyně                    |
| James Rebhorn   | Larry Banks, plastický chirurg, otec Boba, blízký přítel Jacka |
| Jon Abrahams    | Denny Byrnes, bratr Pam                                        |
| Owen Wilson     | Kevin Rawley, zámožný expřítel Pam                             |
| Phyllis George  | Linda Banksová, manželka Larryho, Bobova matka                 |
| Kali Rocha      | letuška                                                        |
| Nicole DeHuff   | Debbie Byrnesová, sestra Pam, Bobova snoubenka                 |
| Thomas McCarthy | Bob Banks, doktor, snoubenec Debbie                            |

## Stručný obsah
Nemocniční bratr Greg Jebal chce svoji přítelkyni Pam Byrnes požádat o ruku. Než k tomu však dojde, odjede s Pam na víkend k jejím rodičům, aby mohl jejího otce, Jacka Byrnese, požádat o její ruku. Netuší ovšem, že bude muset přetrpět kočku–potížistku, Pamina bývalého přítele, všechny Paminy příbuzné, ale především dotěrného Jacka Byrnese, bývalého příslušníka CIA, který chce za každou cenu zjistit, zda bude Greg pro Pam dostatečně dobrým manželem a neustále podezíravě zkoumá Gregovu morálku a zázemí. Snaží se Grega všemožně nachytat, použije dokonce i detektor lži, jen aby ho dostal ze hry. Greg musí přestát Jackovy výslechy a testy, aby získal ruku jeho dcery.

## Přijetí
Film byl neobyčejně úspěšný, po celém světě tvůrcům vydělal přes 330 milionů dolarů.

## Zajímavosti
- Film navždy zvěčnil názor, že píseň „Puff, the Magic Dragon“ je o kouření marihuany.
- V jedné scéně si Byrneovi zkouší obleky na svatbu; při ní ale smoking nikdo nenosí.
- Film se odehrává ve městě Oyster Bay na Long Islandu. Ve skutečnosti se ale dům, ve kterém se natáčelo, nachází ve městě Muttontown.